# Fonte Luminosa (Leiria)

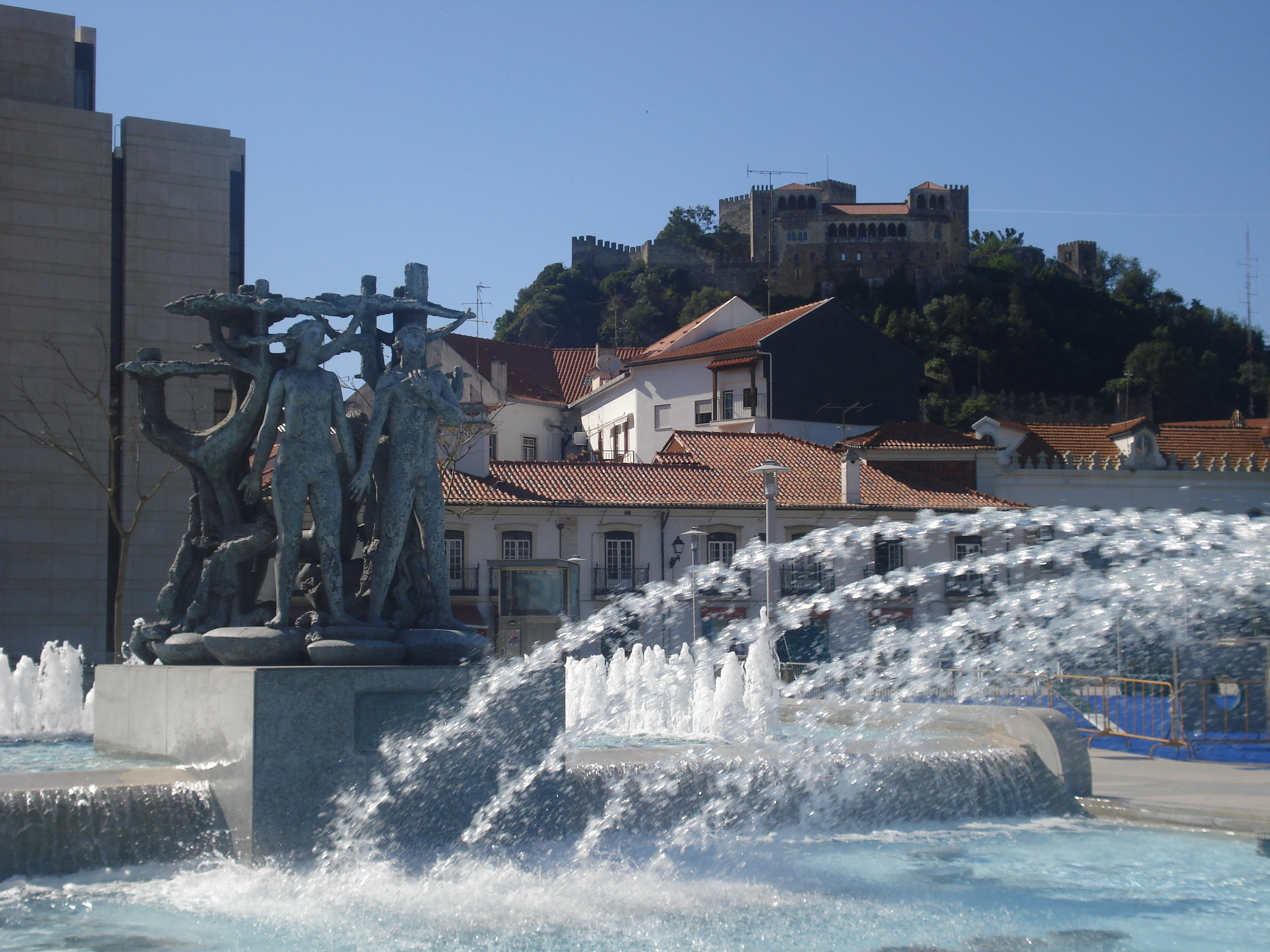
A fonte luminosa, com o castelo ao fundo

A Fonte Luminosa (1973?) é uma fonte localizada na cidade de Leiria, Portugal; inclui um conjunto escultórico da autoria do escultor Lagoa Henriques.
Localiza-se naquele que é conhecido como Largo Goa, Damão e Diu, um espaço de referência situado no Rocio de Leiria.
Foi neste local que outrora existiu o Convento e Igreja de Santana e o Teatro D. Maria II, que na altura não passava de um pré-fabricado que viria a ser substituído pelo Teatro José Lúcio da Silva. Na construção recente do parque de estacionamento fez-se subterrâneo procedeu-se ao estudo e levantamento dos vestígios e ruínas do complexo, que acabaram por ser destruídas.
Hoje podemos encontrar uma fonte adornada com uma estátua da autoria de Lagoa Henriques, ali colocada em 1978(?) em homenagem aos dois rios que passam por Leiria, o rio Lis e o rio Lena, e que confluem um pouco a norte da cidade.